# Treze de Maio
Treze de Maio là một đô thị thuộc bang Santa Catarina, Brasil. Đô thị này có diện tích 161 km², dân số năm 2007 là 7097 người, mật độ 44,1 người/km².